# Larry Guno
Pour les articles homonymes, voir Guno.
Larry Edward Guno (28 février 1940-17 juillet 2005) est un homme politique canadien de la Colombie-Britannique. Il est député provincial néo-démocrate de la circonscription britanno-colombienne de Atlin de 1986 à 1991.

## Biographie
Né à New Aiyansh (aujourd'hui Gitlaxt'aamiks) en Colombie-Britannique, Guno un membre de la communauté Nisga'a. Étudiant à l'Université Simon Fraser et de l'Université de la Colombie-Britannique. 
Il est candidat néo-démocrate défait dans la circonscription de Skeena lors de l'2000.
Il écrit la pièce Bunk #7 basé sur ses expériences personnelles dans les pensionnats autochtones.
Guno meurt à son domicile de Terrace en 2005 à l'âge de 65 ans.